# Interview de Vladimir Poutine par Tucker Carlson
L'interview de Vladimir Poutine par Tucker Carlson, originellement titrée The Vladimir Putin Interview, est une entrevue télévisée du président russe Vladimir Poutine animée par le commentateur politique américain Tucker Carlson. Elle est diffusée pour la première fois le 8 février 2024 sur Tucker Carlson Network, le service de diffusion en continu de Carlson, et sur le réseau social X (anciennement nommé Twitter).
Il s'agit de la première entrevue que Poutine accorde à un journaliste occidental depuis l'invasion de l'Ukraine par la Russie en février 2022, lors de laquelle il développe notamment un long exposé historique sur l'Ukraine et la Pologne, qui constitue une falsification de l'histoire.

## Contexte
Tucker Carlson est un éditorialiste et animateur de télévision américain évoluant dans le camp conservateur, connu pour sa promotion des théories du complot. Il a souvent défendu le président russe Vladimir Poutine et soutenu la désinformation russe concernant l'invasion en Ukraine,,. Entre 2016 et 2023, il anime l'émission Tucker Carlson Tonight (en) sur Fox News, un talk-show dans lequel il adopte une position critique à l'égard de l'Ukraine, affirmant que le président ukrainien Volodymyr Zelensky est un « dictateur », et se demandant pourquoi les États-Unis ne sont pas du côté de la Russie. En avril 2023, Tucker Carlson est licencié de Fox News et crée alors Tucker on X, un talk-show sur Twitter. Le premier épisode du talk-show attribue la destruction du barrage de Kakhovka à l'Ukraine, tandis que la majorité des experts s'accordent à dire qu'il est plus probable que ce soit la Russie qui ait attaqué le barrage.
Depuis l'invasion russe de l'Ukraine, le président russe Vladimir Poutine n'avait accordé aucune entrevue à un journaliste occidental. Tucker Carlson dit avoir fait cet entretien parce que « la plupart des Américains n'ont aucune idée de la raison pour laquelle Poutine a envahi l'Ukraine ».

## Production

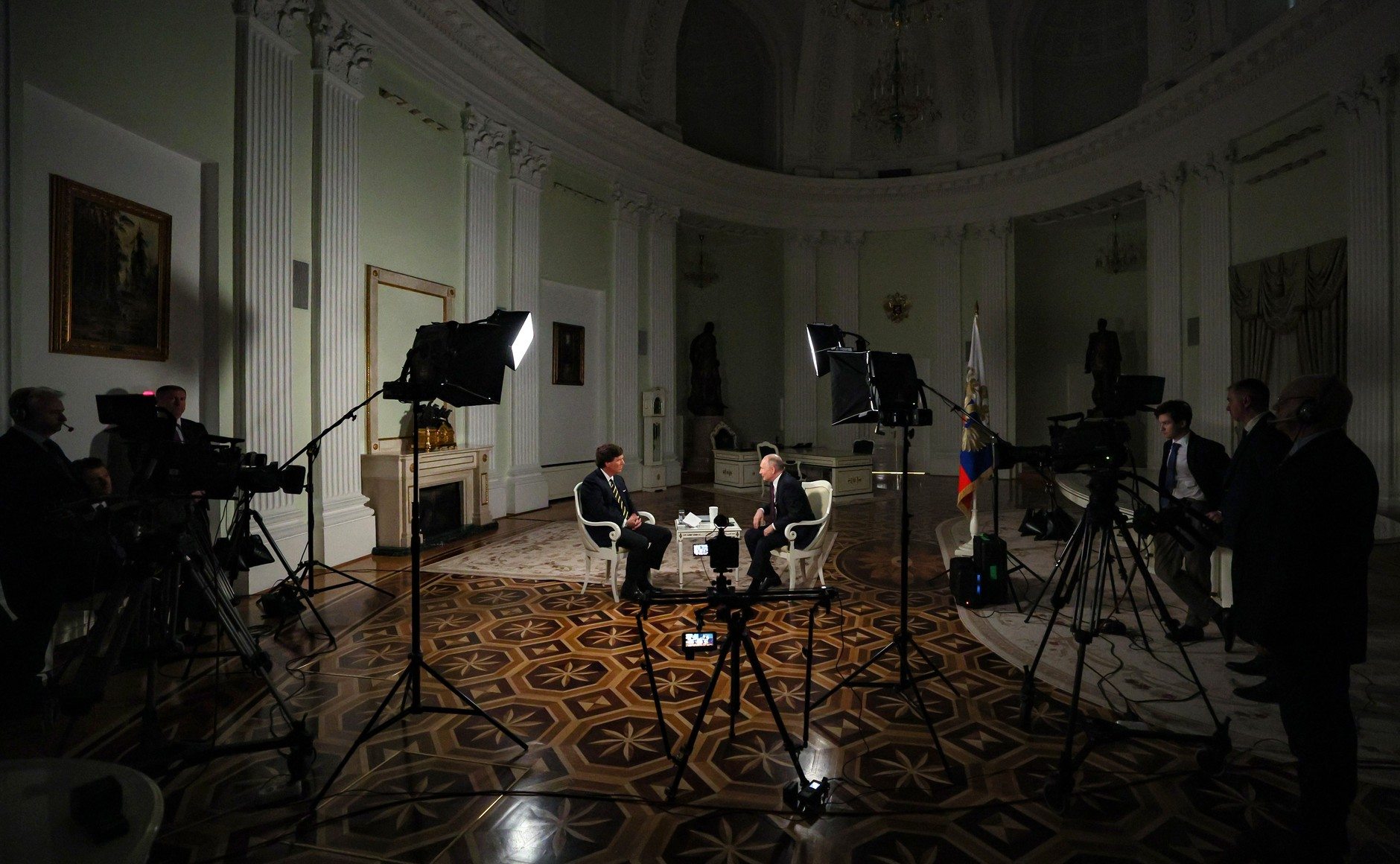
La scène d'entretien et l'équipe de tournage.

Selon Izvestia, Tucker Carlson est arrivé en Russie le 3 février. Sa présence à Moscou a été remarquée par les médias d'État russes, ce qui a donné lieu à des spéculations sur une potentielle entrevue avec le président russe. Il s'est rendu au théâtre Bolchoï pour assister à une représentation du ballet Spartacus. Selon l'attaché de presse de Vladimir Poutine, Dmitri Peskov, Carlson a réalisé l'entretien le 6 février.

## Résumé de l'entrevue

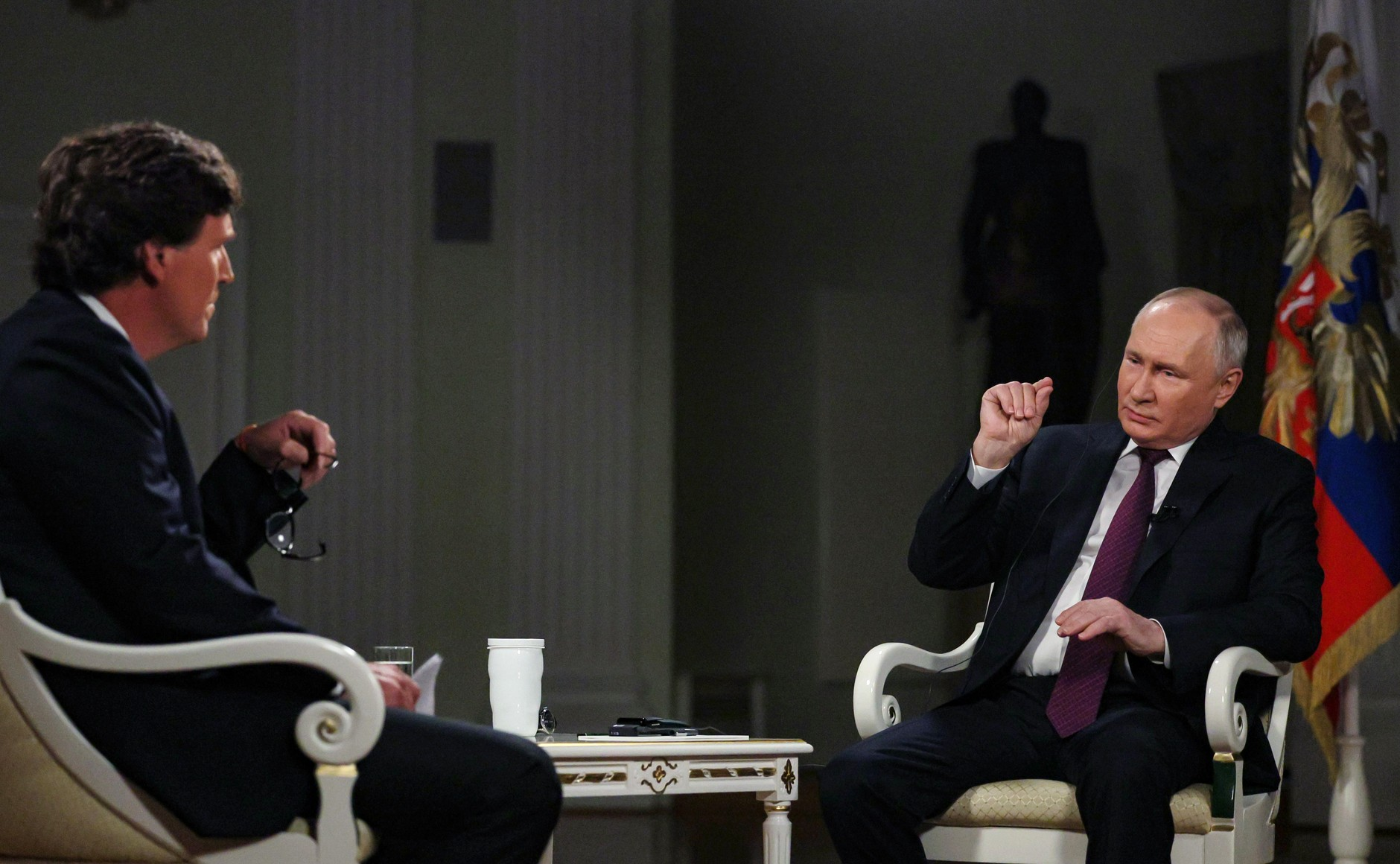
Carlson et Poutine pendant l'entrevue.

L'entrevue commence par une question de Tucker Carlson à Vladimir Poutine sur les raisons pour lesquelles il a ordonné l'invasion de l'Ukraine. Vladimir Poutine répond par un exposé de trente minutes, présentant son interprétation de l'histoire de la Russie, depuis la création du Rus' de Kiev en 880. Il qualifie l'Ukraine d'« État artificiel » et affirme que les régions méridionales et orientales de l'Ukraine « n'[ont] aucun lien historique » avec elle. Il affirme également que la Pologne a « collaboré avec Hitler » avant d'être envahie par l'Allemagne nazie et l'Union soviétique en 1939, et que la Pologne a provoqué l'invasion de l'Allemagne nazie en refusant les demandes d'Hitler concernant le territoire polonais.  Pendant l'entrevue, Poutine répète certaines déclarations qu'il a faites dans son discours annonçant l'invasion : que la révolution ukrainienne de 2014 était un « coup d'État » soutenu par l'Occident, que l'Ukraine avait déclenché la guerre du Donbass, que le gouvernement ukrainien avait des liens avec les néo-nazis et que l'OTAN menacerait la Russie par l'intermédiaire de l'Ukraine,. Toutes ces déclarations procèdent d'une falsification de l'histoire ainsi que d'un narratif développé à partir de la rhétorique nationaliste particulière de l'ancien officier du KGB soviétique, qui dirige la Russie depuis le début du XXIe siècle,,. 
Poutine affirme que la Russie n'a aucunement l'intention de lancer des attaques contre la Pologne ou la Lettonie. Interrogé sur la possibilité de déployer des troupes russes en Pologne (membre de l'OTAN), Poutine répond que [cela serait possible] « dans un seul cas, si la Pologne [attaquait] la Russie. Pourquoi ? Parce que nous n'avons aucun intérêt en Pologne, en Lettonie ou ailleurs. Pourquoi ferions-nous cela ? Nous n'avons tout simplement aucun intérêt à le faire ».
À la question de savoir si la Russie a atteint ses objectifs de guerre, Poutine répond : « Non. Nous n'avons pas encore atteint nos objectifs car l'un d'entre eux est la dénazification ». Considérant que le danger du nazisme est encore bien présent, même ailleurs, il prend l'exemple de l'ovation donnée par le parlement canadien à un ancien Waffen SS ukrainien, Yaroslav Hunka, lors d'une visite à Ottawa du président Zelensky en septembre 2023. Lorsque Carlson demande à Poutine s'il serait « satisfait » du territoire que la Russie occupe actuellement, Poutine esquive la question en se référant à sa réponse précédente. Poutine déclare que l'Ukraine et ses alliés ne parviendraient pas à infliger une « défaite stratégique » à la Russie. Il prédit que si les États-Unis cessaient de fournir des armes à l'Ukraine, la guerre serait « terminée en quelques semaines ». Poutine considère également que les renseignements américains sont responsables du sabotage des gazoducs Nord Stream en 2022.
À la fin de l'entrevue, Poutine suggère qu'il serait prêt à échanger le journaliste américain du Wall Street Journal Evan Gershkovich contre un « patriote » russe qui a « éliminé un bandit » dans une capitale européenne. En mars 2023, la justice russe avait emprisonné le journaliste sans apporter de preuves, ; le gouvernement russe a instauré des restrictions à la liberté de la presse, notamment depuis le début de l'invasion de l'Ukraine en 2022. Ces propos pourraient confirmer la demande, de la part de la Russie, d'un échange de prisonniers avec Vadim Krasikov (de), un agent de renseignement russe présumé qui a assassiné un séparatiste tchétchène à Berlin en 2019,.

## Réactions et réception dans le monde
Lorsque Tucker Carlson annonce, le 6 février 2024, qu'il est sur le point de conduire son entrevue, il affirme à tort qu'aucun journaliste hors de la Russie n'a « pris la peine d'interviewer » Vladimir Poutine pendant la guerre. Ces propos suscitent la réaction des journalistes américains et européens qui soulignent s'être vus refuser leurs demandes. Le secrétaire de presse du Kremlin, Dmitri Peskov, déclare que Tucker Carlson est autorisé parce que « sa position est différente ».

### Réactions aux États-Unis
L'ancien représentant américain Adam Kinzinger qualifie Tucker Carlson de « traître », tandis que la représentante Marjorie Taylor Greene salue sa décision. L'ancienne secrétaire d'État Hillary Clinton fait référence à Carlson en évoquant un « idiot utile », en particulier sur MSNBC.

### Réactions en Europe
Guy Verhofstadt, membre du Parlement européen et ancien Premier ministre belge, écrit que l'Union européenne devrait envisager d'interdire à Tucker Carlson de voyager s'il amplifie la rhétorique de Vladimir Poutine. Peter Stano, le porte-parole du Haut représentant de l'Union pour les affaires étrangères et la politique de sécurité Josep Borrell, déclare que l'Union européenne n'envisage pas de sanctions contre Tucker Carlson, malgré des affirmations en ce sens d'Elon Musk.

### Réaction de Vladimir Poutine
Vladimir Poutine interrogé par un journaliste russe se dit déçu que M. Carlson n'ait pas posé les questions dites « sensibles » auxquelles il aurait souhaité donner des explications précises. Poutine déclare : « Il s’est montré patient et a écouté mes longs dialogues, notamment ceux liés à l’histoire, et ne m’a pas donné de raison de faire ce à quoi j’étais prêt ».